# Empirismo constructivo
El empirismo constructivo es una forma de empirismo, una teoría epistemológica creada por el filósofo estadounidense de origen holandés Bas van Fraassen, que la formuló por primera vez en su The Scientific Image (La imagen científica), de 1980. Esta teoría propone una visión antirrealista de la ciencia, aunque no rechaza todos los componentes del realismo científico. Afirma que las teorías científicas son semánticamente literales (como en el realismo científico), que sus objetivos sean empíricamente adecuados, y que su aceptación implique, como creencia, únicamente que sea empíricamente adecuada.
Una teoría es empíricamente adecuada si y sólo si todo lo que se dice sobre las entidades observables es cierto. Una teoría es semánticamente literal si y sólo si el lenguaje de la teoría se interpreta de tal manera que las afirmaciones de la teoría son verdaderas o falsas (en oposición a una lectura instrumentista).
El empirismo constructivo es una tesis normativa, semántica y epistemológica. Que la ciencia tenga como objetivo ser empíricamente adecuada expresa el componente normativo. Que las teorías científicas sean semánticamente literales expresa el componente semántico. Esta aceptación implica, como creencia, únicamente que una teoría que sea empíricamente adecuada expresa el componente epistemológico.
El empirismo constructivo se opone el realismo científico, al positivismo lógico (o empirismo lógico) y al instrumentalismo. Sin embargo, el empirismo constructivo y el realismo científico están de acuerdo en que las teorías son semánticamente literales, cosa que el positivismo lógico y el instrumentalismo niegan. El empirismo constructivo, el positivismo lógico y el instrumentalismo están de acuerdo en que las teorías no tienen como objetivo la verdad sobre lo no observable, lo que niega el realismo científico.
El empirismo constructivo se ha utilizado para analizar diversos campos de la ciencia, desde la física a la psicología (especialmente la psicología computacional).